# Each One Teach One (Groundation)
Each One Teach One è un album del gruppo reggae californiano Groundation, pubblicato nel 2001 dalla Young Tree.

## Tracce
1. Weak Heart – 5:16
2. We Na Forget (Rome) – 4:55
3. Wanna Know – 5:55
4. Throwing Stones – 6:46
5. One More Day (Live It Up) – 5:58
6. Head Strong – 5:25
7. If I – 5:06
8. Waterfall – 5:43
9. Nyabinghi Order – 7:38
10. Jah Spirit – 6:39
11. Each One Teach One – 5:40